# Зефир берёзовый
Зефир берёзовый или хвостатка берёзовая (Thecla betulae) — дневная бабочка из семейства голубянок.
Этимология латинского названия: betula (с латинского) — берёза, одно из кормовых растений гусениц.

## Описание

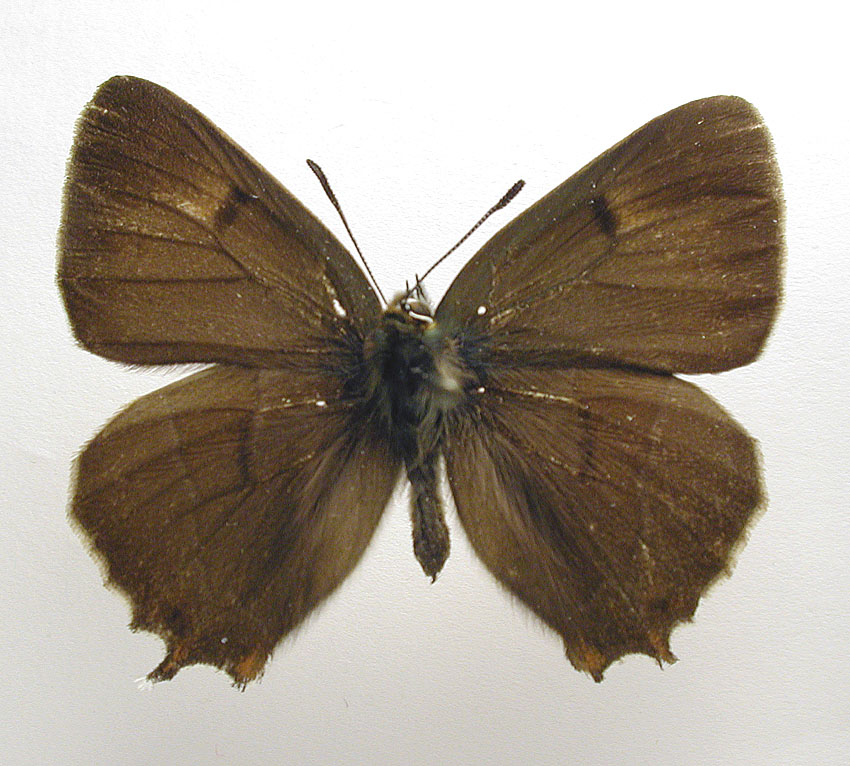
Самец

Длина переднего крыла у самцов — 17—18 мм, у самок — 19—22 мм. Размах крыльев 30—40 мм. Верхняя сторона крыльев бурая. У самца передние крылья с неясно выраженным светлым пятном. У самки верхняя сторона крыльев с крупным оранжевым пятном. Задние крылья с двумя оранжевыми пятнами около «хвостиков». Нижняя сторона крыльев буровато-оранжевая, с белыми поперечными чёрточками и чёрными точками.

## Ареал
Умеренный пояс Евразии, включая Кавказ, Казахстан, Алтай, Тянь-Шань, Сибирь, Забайкалье, Приамурье, Приморье, Дальний Восток, Китай, Корею. Обитает на светлых сухих полянах и лесных опушках, в садах, парках, лесопосадках, в редколесье, на просеках. Часто встречается и в населённых пунктах.

## Биология
Развивается за год в одном поколении. Время лёта с середины июля до начала октября.
Бабочки, особенно самки, ведут скрытный образ жизни и значительную часть времени проводят в кронах деревьев и кустарников, лишь изредка спускаясь с целью питания на цветки зонтичных и чертополоха. Самцы встречаются кормящимися на цветах значительно чаще самок.

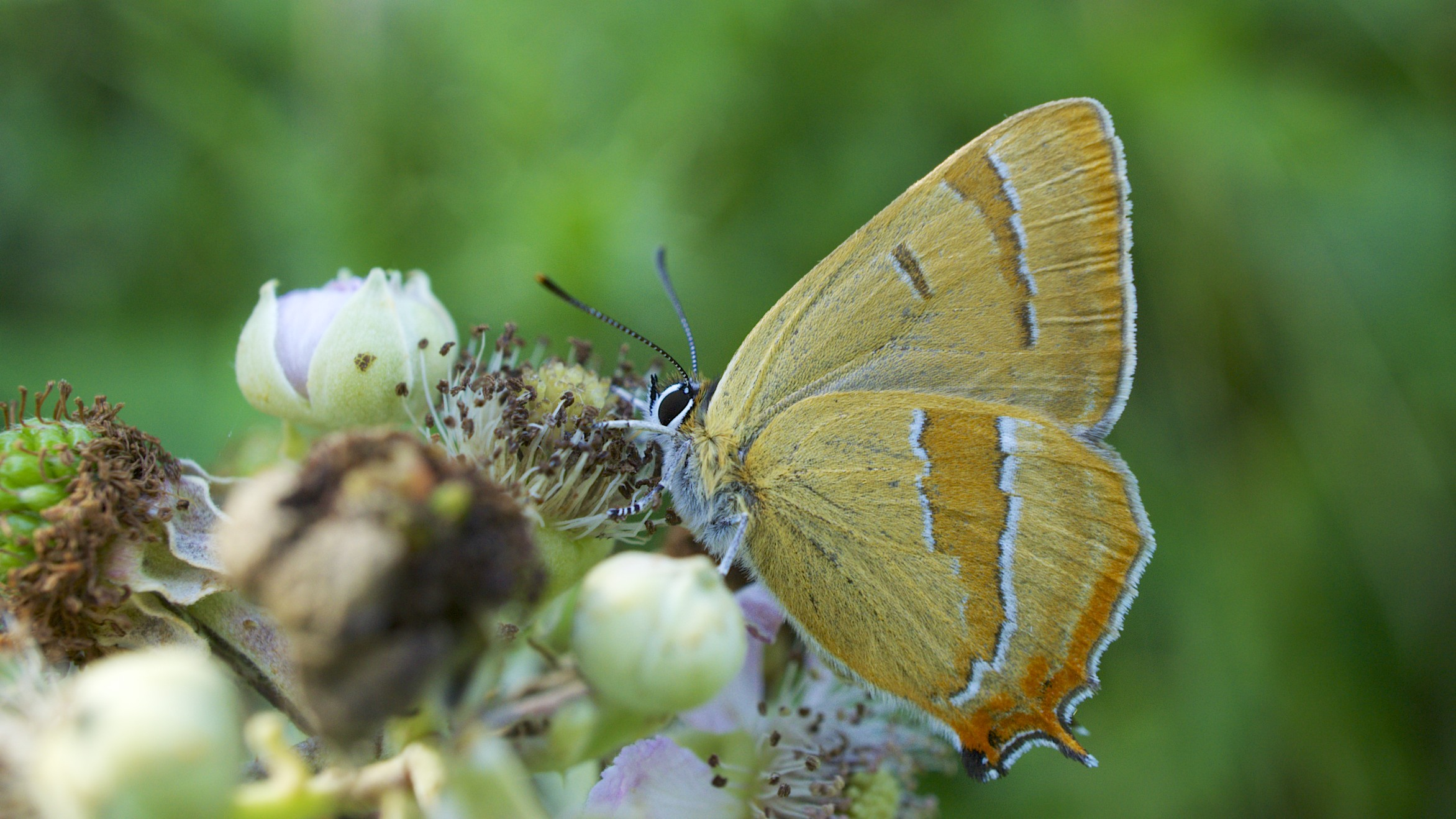
Нижняя сторона крыльев

После спаривания самки откладывают яйца на молодые веточки у основания почек кормовых растений. Гусеницы питаются почками и листьями большого количества различных видов деревьев и кустарников, выгрызая в листьях округлые отверстия. Кормовые растения: армерия обыкновенная, берёза, лещина обыкновенная, боярышник однопестичный, боярышник, тополь, слива домашняя, тёрн, слива, черёмуха, виргинская черёмуха и многие другие.
Стадия гусеницы с конца апреля по июль. Отмечена мирмекофилия гусениц c муравьями вида Lasius niger. Окукливаются гусеницы на земле в подстилке. Стадия куколки длится 10—22 дня.